# Leitender Sanitätsoffizier
Leitende Sanitätsoffiziere (LSO) sind im Sanitätswesen der Bundeswehr ab Großverbandsebene eingesetzt (z. B. Brigadearzt, Divisionsarzt, Korpsarzt usw.).
Der LSO ist sanitätsdienstlicher Berater des Kommandeurs / Dienststellenleiters / Befehlshabers, der auch sein truppendienstlicher Vorgesetzter ist. Fachdienstlich (§ 2 VorgV) ist der LSO gegenüber den Sanitätsoffizieren und dem unterstützenden Sanitätspersonal der unterstellten Truppenteile des Großverbandes vorgesetzt und untersteht fachdienstlich selbst dem übergeordneten LSO.